# 一様収束
数学の一分野である解析学において、一様収束（いちようしゅうそく、英: uniform convergence）とは、各点収束よりも強い収束概念である。関数列 (fn) が極限関数 f に一様収束する (converge uniformly) とは、fn(x) が f(x) へ収束する速さが x に依らないということである。
連続性やリーマン可積分性といった性質は、一様収束極限には引き継がれるが、各点収束極限に引き継がれるとは限らない。これは一様収束の重要性を浮かび上がらせている。

## 定義
S を集合とし、各自然数 n に対し fn : S → R を実数値関数とする。関数列 (fn)n∈N が極限 f: S → R に一様収束するとは、任意の ε > 0 に対し、ある自然数 N が存在して、すべての x ∈ S とすべての n ≥ N に対して |fn(x) − f(x)| < ε が成り立つことである。
一様ノルム {\displaystyle \|f\|_{\infty }=\sup _{x\in S}|f(x)|} を考えると、fn が f に一様収束することと {\displaystyle \lim _{n\to \infty }\|f_{n}-f\|_{\infty }=0} は同値である。
関数列 (fn)n∈N が f に局所一様収束するとは、距離空間 S のすべての点 x に対して、ある r > 0 が存在して、(fn) が B(x, r) ∩ S 上一様収束することをいう。

### 注意
上記定義において「ある N が存在して」と「すべての x に対して」の順序を入れ替えると、列の各点収束 (pointwise convergence) に同値な主張となることに注意しよう。各点収束の概念は次のように定義できる。関数列 (fn) が極限 f : S → R に各点収束するとは、
すべての x ∈ S と全ての ε > 0 に対して、ある自然数 N が存在して、すべての n ≥ N に対して、|fn(x) − f(x)| < ε が成り立つ
ことをいう。ここで x と ε の普遍量化子の順序は重要でないが、x の普遍量化子と N の存在量化子の順序は重要である。
一様収束の場合には、N は ε のみにしか依存してはいけないが、各点収束の場合には、N は ε と x の両方に依存してもよい。したがって一様収束ならば各点収束であることは平易である。逆は以下の例が示すように正しくない。S を単位区間 [0, 1] とし、各自然数 n に対して fn(x) = xn と定義する。すると (fn) は、x < 1 のとき f(x) = 0, f(1) = 1 によって定義される関数 f に各点収束する。この収束は一様ではない。なぜならば、例えば、ε = 1/4 に対し、定義で要求されるような N は存在しない。n について |xn| < ε を解くと n > log ε / log x となるからである。これは ε だけでなく x にも依存している。また、x に依存しない n の上界を見つけることも不可能であることに注意しよう。任意の ε > 0 に対し、log ε / log x は x が 1 に近づくとき限りなく増大するからである。

### 一般化
一様収束の概念をすぐに関数 S → M, ここで (M, d) は距離空間、に拡張できる。|fn(x) − f(x)| を d(fn(x), f(x)) に置き換えればよい。
最も一般的な設定は関数 S → X のネットの一様収束である。ここで X は一様空間である。ネット (fα) が極限 f : S → X に一様収束するとは、X のすべての近縁 (entourage) V に対し、ある α0 が存在して、全ての x ∈ S とすべての α ≥ α0 に対して、(fα(x), f(x)) が V に入っていることをいう。上に述べた定理、連続関数の一様極限は連続、はこの設定においてもなお正しい。

### 超実数の設定における定義
一様収束は超実数の設定において簡易化された定義を持つ。関数列 fn が f に一様収束するとは、f* の定義域のすべての x と、すべての無限大超自然数 n に対して、f *
n  が f* に無限に近いことをいう（一様連続性の類似の定義はmicrocontinuityを参照）。

## 性質
- すべての一様収束列はコンパクト収束である。
- すべての局所一様収束列はコンパクト収束である。
- 局所コンパクト空間に対して局所一様収束とコンパクト収束は同値である。
- 距離空間上の連続関数の列は、終域の距離空間が完備であれば、一様収束であることと一様コーシー列であることは同値である。

## 応用

### 連続性

定理における一様収束の代わりに各点収束を仮定した強い主張に対する反例。連続な緑色の関数 は非連続な赤色の関数に収束する。これは収束が一様でないときにしか起こり得ない。

もし S が実数における区間（より一般に位相空間）ならば、関数 fn や f の連続性を考えることができる。次は一様収束に関する重要な結果である。
定理 区間 S 上の連続関数列 fn が関数 f に一様収束するならば、関数 f も S 上で連続である。
この定理の証明は "{\displaystyle \epsilon /3} trick" の典型例である：目的の不等式 ({\displaystyle <\epsilon }) を証明するために、連続性や一様収束の定義から3つの不等式 ({\displaystyle <\epsilon /3}) を導き、それらを三角不等式により組合せることで、求める不等式を得る。
連続関数列の各点収束極限は連続とは限らないので（右図）、この定理は重要である。
より精密にはこの定理は、一様連続関数列の一様収束極限は一様連続であると述べている。局所コンパクト空間において連続性は局所一様連続性と同値なので、連続関数列の一様収束極限は連続である。

### 微分
区間 S 上の関数列 fn が微分可能で関数 f に収束するとき、f の導関数を関数列 fn の導関数の極限として得たい。ところが、これは一般には不可能である。たとえ収束が一様であったとしても、極限関数は微分可能とは限らない。さらに微分可能であったとしても、極限関数の微分が関数列の微分の極限と一致するとも限らない。例えば {\displaystyle f_{n}(x)={\tfrac {1}{n}}\sin(nx)} は一様極限が 0 であるが、その微分は 0 に収束しない。関数列の極限と関数列の微分の極限の関係を保証するには、関数列の微分の一様収束に加えて、 少なくとも一点での収束が必要となる。厳密な主張は次のようになる。
定理 区間 [a, b] 上で微分可能な関数列 fn に対し、区間 [a, b] 上のある点 x0 において fn(x0) は収束し、関数列 (fn′) は区間 [a, b] 上で一様収束すると仮定する。このとき関数列 fn は関数 f に一様収束し、x ∈ [a, b] に対して {\displaystyle f'(x)=\lim _{n\to \infty }{f_{n}}'(x)} が成り立つ。

### 積分
微分の場合と同様に、積分と極限の交換をしたいことがある。リーマン積分に対しては、一様収束を仮定すればよい：
定理 コンパクトな区間 I 上で定義されたリーマン可積分関数列 fn が極限 f に一様収束するならば、f もリーマン可積分であり {\displaystyle \textstyle \int _{I}f(x)\,dx=\lim \limits _{n\to \infty }\int _{I}f_{n}(x)\,dx} が成り立つ。
系として、特にコンパクトな区間 I 上で定義されたリーマン可積分関数列 fn に対して、部分和が級数 {\displaystyle \textstyle f=\sum \limits _{n=1}^{\infty }f_{n}} に一様収束しているならば {\displaystyle \textstyle \int _{I}f(x)\,dx=\sum \limits _{n=1}^{\infty }\int _{I}f_{n}(x)\,dx} と項別積分できる。

### 解析性
複素平面の領域 S 上で定義された解析関数列の一様収束極限もまた S 上で解析的である。実数における区間上で定義された解析関数列の一様収束極限は微分可能とさえ限らないので、これは複素関数は実関数よりも良い振る舞いをすることを示している。

## 概一様収束
関数の定義域が測度空間 E であれば、関連概念である概一様収束 (almost uniform convergence) が定義できる。関数列 (fn) が E 上概一様収束するとは、すべての δ > 0 に対して、測度が δ よりも小さい可測集合 Eδ が存在して、関数列 (fn) が E − Eδ 上一様収束することである。言い換えれば、概一様収束は、補集合上関数列が一様収束になるようないくらでも小さい測度の集合が存在することを意味する。
列の概一様収束は、名前から誤って予想されるかもしれないが、列がほとんどいたるところ一様収束することを意味するわけではないことに注意する。
エゴロフの定理は測度有限の空間上ほとんどいたるところ収束する関数列は同じ集合上概一様収束もすることを保証する。
概一様収束ならばほとんどいたるところ収束および測度収束である。